# نشانه‌نوک‌ها
نشانه‌نوک‌ها (نام علمی: Grammatorcynus) نام یک سرده از تبار ماهی خال‌خالی اسپانیایی است.

## گونه ها
- ماهی خال‌خالی کوسه‌ای
- ماهی خال‌خالی دوخطه